# 孫のためのJBナイツ
『孫のためのJBナイツ』（まごのためのじぇいびーないつ）はTwellVで2014年10月17日から2015年9月25日まで放送されていたバラエティ番組。

## 概要
J（ジージ）とB（バーバ）が主役、今、次世代の高齢者が流行する情報や、孫にやさしい高齢者にまつわる最新情報が満載の漫才コンビ"ナイツ"の冠番組

## 出演者
MC
- ナイツ（塙宣之・土屋伸之）

ドラマ出演
- 平澤宏々路

ナレーション
- 佐藤アサト

## スタッフ
- 企画・演出：杉本治
- 構成：石津聡
- TD：三原裕一郎（PoDスタジオ）
- CAM：杉山紀行（池田屋）
- LD：斉藤卓（阿仵）
- AUD：徳永一馬（池田屋）
- 編集：本郷孝之
- MA：上野裕
- 音効：松本晃一
- リサーチ：高尾龍一
- スタイリスト：程嶋由美
- メイク：秋田久美子
- 車輌：MARUSA
- 編集協力：池田屋、PoDスタジオ
- 衣装協力：FAIRFAY
- WEB：岩倉敦（BS12 トゥエルビ）
- PR：白木薫（BS12 トゥエルビ）
- ディレクター：中間拓郎、岡山薫
- プロデューサー：横山直子（BS12 トゥエルビ）、下重聡
- 制作協力：Soil　ゾディアック
- 制作著作：BS12 トゥエルビ

## 放送時間
- 金曜日 21:00 - 21:55